# Stereologie
Stereologie (von griechisch stereos ‚fest‘, ‚körperlich‘) im ursprünglichen Wortsinn ist die räumliche Interpretation von Schnitten. 
Sie beschäftigt sich mit dem Verhältnis von Schnitten durch Körper (und Projektionen) zu den Körpern selbst. Zur Anwendung kommen dabei überwiegend Methoden der Geometrie und Statistik, insbesondere der Stochastischen Geometrie.
Die Stereologie als wissenschaftliche Disziplin existiert erst seit einer 1961 von dem deutschstämmigen Anatom und Histologen Hans Elias organisierten Konferenz mit Wissenschaftlern aus den Bereichen Biologie, Geologie, Ingenieurwesen und Materialwissenschaften auf dem Feldberg im Schwarzwald. Der Zweck dieser Zusammenkunft bestand darin, gemeinsam Ansätze zur Quantifizierung von 3D-Objekten zu finden, die auf 2-D-Schnitten basierten. Bei diesem Treffen schlug Elias vor, den Begriff Stereologie zur Beschreibung des Problems zu verwenden.
Im folgenden Jahr, 1962, wurde in Wien die Internationale Gesellschaft für Stereologie (ISS) (International Society for Stereology & Image Analysis (ISS)) gegründet. Hans Elias wurde zum Gründungspräsidenten gewählt. Nach Mouton ist die ISS heute die mit Abstand größte multidisziplinäre Organisation von internationalen Wissenschaftlern, die keine nicht-kriegerischen Zweck verfolgt.
Praktische Anwendung findet die Stereologie in der Materialwissenschaft, insbesondere in der 
Metallographie, wo auf Grundlage angeätzter Schliffe eine quantitative Beschreibung des Materials gewonnen wird, sowie in der Histologie.
Da es zumeist nicht möglich und notwendig ist die räumliche Struktur exakt zu erfassen, beschränkt man sich darauf einige wesentlich Eigenschaften des Materials durch Parameter auszudrücken. Diese werden gewonnen, indem charakteristische Parameter der ebenen Fläche (z. B. die mittlere Fläche der einzelnen Kristalle, Risshäufigkeit) umgerechnet werden. 
Viele Arbeiten auf diesem Gebiet werden im Journal of Microscopy und in der Zeitschrift Image Analysis and Stereology veröffentlicht. Beides sind offizielle Organe der ISS, die heute auch viele Informatiker zu ihren Mitgliedern zählt.